# Selección de fútbol sub-23 de Australia
La selección de fútbol sub-23 de Australia es el equipo representativo del país en Fútbol en los Juegos Olímpicos y en los Juegos de Asia, la cual es controlada por la Federación de Fútbol de Australia.

## Historia
Antes de 1992, Australia había participado en 2 Juegos Olímpicos. A partir de 1992, los equipos clasificados a los Juegos Olímpicos son de la categoría sub-23, con un máximo de 3 jugadores que superen ese límite de edad.
Su debut internacional se realizó en 1967 en un triangular disputado en Noumea ante Selección de fútbol sub-23 de Nueva Caledonia y Nueva Zelanda, con resultados de 1-2 y 3-1 respectivamente, donde los tres goles los anotó Gary Manuel.
Fue hasta 1974 que la selección volvió a tener participación, en un tour por Indonesia, en el cual derrotaron a la selección local en sus tres enfrentamientos.
En 1990 tuvieron tres partidos amistosos ante representativos de Europa en Australia bajo el mando del escocés Eddie Thomson, con saldo de una victoria y dos empates.
En el año 2006 dejaron la OFC para formar parte de la AFC con el fin de ganar más nivel y tener un poco más de competencia, la cual no tenía como miembro de Oceanía. También formaron parte por primera vez del Campeonato Sub-23 de la AFC en el 2013, llegando a los cuartos de final.
También fueron invitados a competir en la Copa América sub-23 en el 2016 y posiblemente en la edición del 2020.

## Participaciones

### Juegos Olímpicos
| Récord Olímpico | Récord Olímpico  | Récord Olímpico | Récord Olímpico | Récord Olímpico | Récord Olímpico | Récord Olímpico | Récord Olímpico | Récord Olímpico |
| Año             | Resultado        | Pos.            | J               | G               | E               | P               | GF              | GC              |
| --------------- | ---------------- | --------------- | --------------- | --------------- | --------------- | --------------- | --------------- | --------------- |
| 1900 – 1988     | Véase Australia  | Véase Australia | Véase Australia | Véase Australia | Véase Australia | Véase Australia | Véase Australia | Véase Australia |
| 1992            | Semi-final       | 4º              | 6               | 2               | 1               | 3               | 8               | 12              |
| 1996            | Fase de Grupos   | 13º             | 3               | 1               | 0               | 2               | 4               | 6               |
| 2000            | Fase de Grupos   | 15º             | 3               | 0               | 0               | 3               | 3               | 6               |
| 2004            | Cuartos de Final | 7º              | 4               | 1               | 1               | 2               | 6               | 4               |
| 2008            | Fase de Grupos   | 11º             | 3               | 0               | 1               | 2               | 1               | 3               |
| 2012            | No clasificó     | No clasificó    | No clasificó    | No clasificó    | No clasificó    | No clasificó    | No clasificó    | No clasificó    |
| 2016            | No clasificó     | No clasificó    | No clasificó    | No clasificó    | No clasificó    | No clasificó    | No clasificó    | No clasificó    |
| 2020            | Fase de Grupos   | 12º             | 3               | 1               | 0               | 2               | 2               | 3               |
| 2024            | No clasificó     | No clasificó    | No clasificó    | No clasificó    | No clasificó    | No clasificó    | No clasificó    | No clasificó    |
| 2028            | Por disputarse   | Por disputarse  | Por disputarse  | Por disputarse  | Por disputarse  | Por disputarse  | Por disputarse  | Por disputarse  |
| 2032            | Clasificado      | Clasificado     | Clasificado     | Clasificado     | Clasificado     | Clasificado     | Clasificado     | Clasificado     |
| Total           | 6/8              | 0 medallas      | 22              | 5               | 3               | 14              | 24              | 34              |

### Campeonato Sub-23 de la AFC
| Año  | Ronda            | J           | G           | E           | P           | GF          | GC          |
| ---- | ---------------- | ----------- | ----------- | ----------- | ----------- | ----------- | ----------- |
| 2013 | Cuartos de Final | 4           | 2           | 0           | 2           | 3           | 6           |
| 2016 | Fase de grupos   | 3           | 1           | 1           | 1           | 2           | 1           |
| 2018 | Fase de grupos   | 3           | 1           | 0           | 2           | 2           | 5           |
| 2020 | Tercer lugar     | 6           | 3           | 2           | 1           | 6           | 5           |
| 2022 | Clasificada      | Clasificada | Clasificada | Clasificada | Clasificada | Clasificada | Clasificada |